# Roland Gunesch
Roland Gunesch, född 25 mars 1944 i Mureș, är en rumänsk tidigare handbollsspelare.
Han tog OS-brons i herrarnas turnering i samband med de olympiska handbollstävlingarna 1972 i München.
Han tog därefter OS-silver i herrarnas turnering i samband med de olympiska handbollstävlingarna 1976 i Montréal.